# Johann Zarco
Johann Zarco (Cannes, Alpes-Marítimos, 16 de julio de 1990) es un piloto de motociclismo francés. Es dos veces campeón del Campeonato del Mundo de Motociclismo de Moto2 en 2015 y 2016, y subcampeón de 125cc en 2011. Desde 2017 compite en la «categoría reina» de MotoGP, resultando quinto en 2021 y 2023 con el Pramac Racing, y sexto en 2017 y 2018 con el Monster Yamaha Tech 3. Actualmente corre con el equipo LCR Honda Castrol.
Con 18 es el piloto francés con más victorias en la historia del Campeonato del Mundo de Motociclismo, superando a Fabio Quartararo con 12 victorias y a Christian Sarron, Olivier Jacque y Arnaud Vincent que consiguieron 7 victorias cada uno. También fue vencedor de las 8 Horas de Suzuka con una Honda CBR1000RR en 2024.

## Biografía

### Comienzos
Nacido en Cannes, Zarco progresó la escala motorcycling y se movió en campeonatos minimoto en 2004, principalmente basado en Italia. En 2005, Zarco terminó como el subcampeón en el Campeonato europeo Mini Mayor y en 2006, era el subcampeón en el Campeonato Abierto europeo. También compitió en el campeonato italiano de 125cc , donde terminó en el duodécimo lugar. Zarco participó en la Red Bull Rookies Cup en 2007, y ganó el campeonato en Estoril, después de ganar tres carreras. Añadió un cuarto triunfo en la carrera final en Valencia. Estas representaciones permitieron a Zarco hacerse la parte del esquema Red Bull MotoGP Academy junto con Cameron Beaubier, Jonas Folger y Danny Kent. Esto redujo sus carreras en 2008, haciendo una aparición esporádica en el campeonato italiano con el Equipo Gabrielli.
Entrenando bajo la dirección de su entrenador Laurent Fellon, Zarco rodó en unos test en Hungría frente al excampeón del mundo de 125cc, Gabor Talmacsi. Impresionado por el talento del joven, Talmacsi ayudó a abrir las puertas del Campeonato del Mundo para él y en 2009 entró en el Campeonato del Mundo de 125cc.

### Campeonato del Mundo de 125cc
Johann Zarco hizo su debut en el Campeonato del Mundo de 125cc con el WTR San Marino Team. En el Gran Premio de Catar que abrió la temporada, terminó la carrera en la 15.º posición, la carrera fue acortada debido a la lluvia, lo que significó que Zarco recibió sólo medio punto en lugar del punto que recibe el 15.º. Terminó otras siete carreras en los puntos, terminando 20.º en su temporada debut con 32 puntos y medio. El mejor resultado de Zarco de la temporada fue un sexto lugar en el Gran Premio de Italia en Mugello.

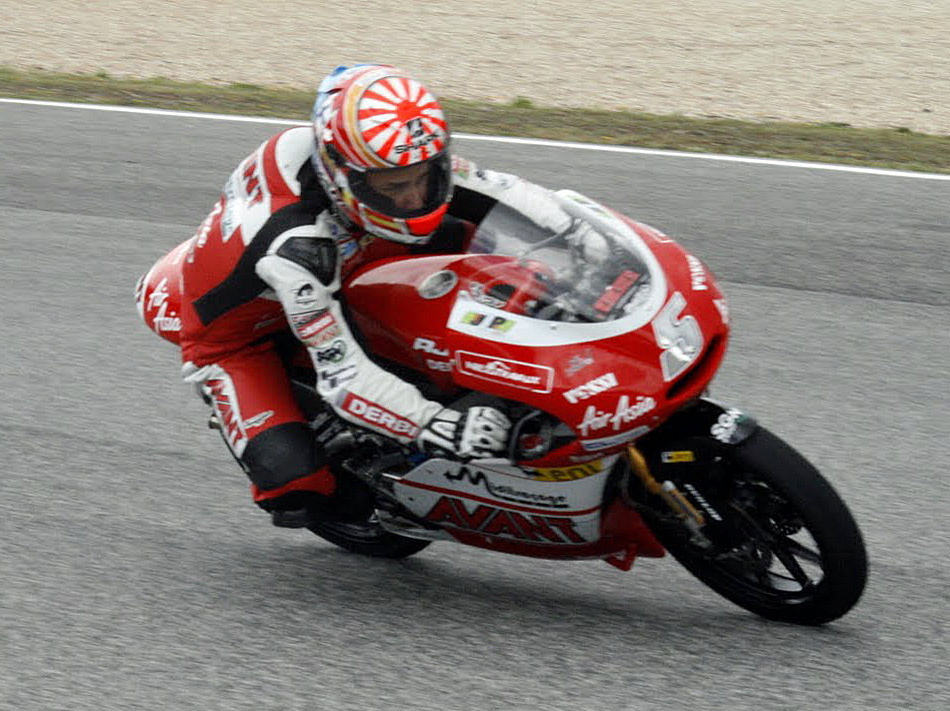
Zarco en el Gran Premio de Portugal 2011

Zarco permaneció con WTR San Marino Team para la temporada 2010. Zarco comenzó la temporada con una carrera consecuente de fines que marcan los puntos, terminando cada una de las ocho primeras carreras en los puntos. En el Gran Premio de la República Checa, Zarco marco la primera vuelta rápida de su carrera. Por último terminó undécimo en el campeonato, a pesar de retirarse de las tres carreras finales.
En temporada 2011 fue seleccionado por Aki Ajo para unirse al Avant-AirAsia-Ajo, y con este equipo Zarco disfrutó de uno de los mejores años de su carrera. El 3 de abril de 2011, en una carrera diputada en condiciones de pista mojada, Zarco consiguió su primer podio mundialista al terminar tercero en el Gran Premio de España. Su primera pole position en el mundial la consiguió el 2 de julio de 2011 en el Gran Premio de Italia. La primera victoria de su carrera se dio en el Gran Premio de Japón en donde se impuzo en un gran premio pasado por agua. En la temporada consiguió una victoria, once podios, cuatro poles y cuatro vueltas rápidas, terminando la temporada como subcampeón mundial detrás de Nicolás Terol quién marcó 302 puntos, 40 puntos más que Zarco.

### Campeonato del Mundo de Moto2
En 2012 sube a Moto2, contratado por el equipo JIR, conduciendo una TSR 6 (marcada a los efectos del campeonato de constructores como MotoBi). Obtiene como mejor resultado un cuarto lugar en Portugal y termina la temporada en 10.º lugar con 95 puntos.

En 2013 pasa al equipo Came Iodaracing Project, conduciendo un Suter MMX2. Obtiene dos terceros lugares (Italia y Valencia) y termina la temporada en el 9.º lugar con 141 puntos.

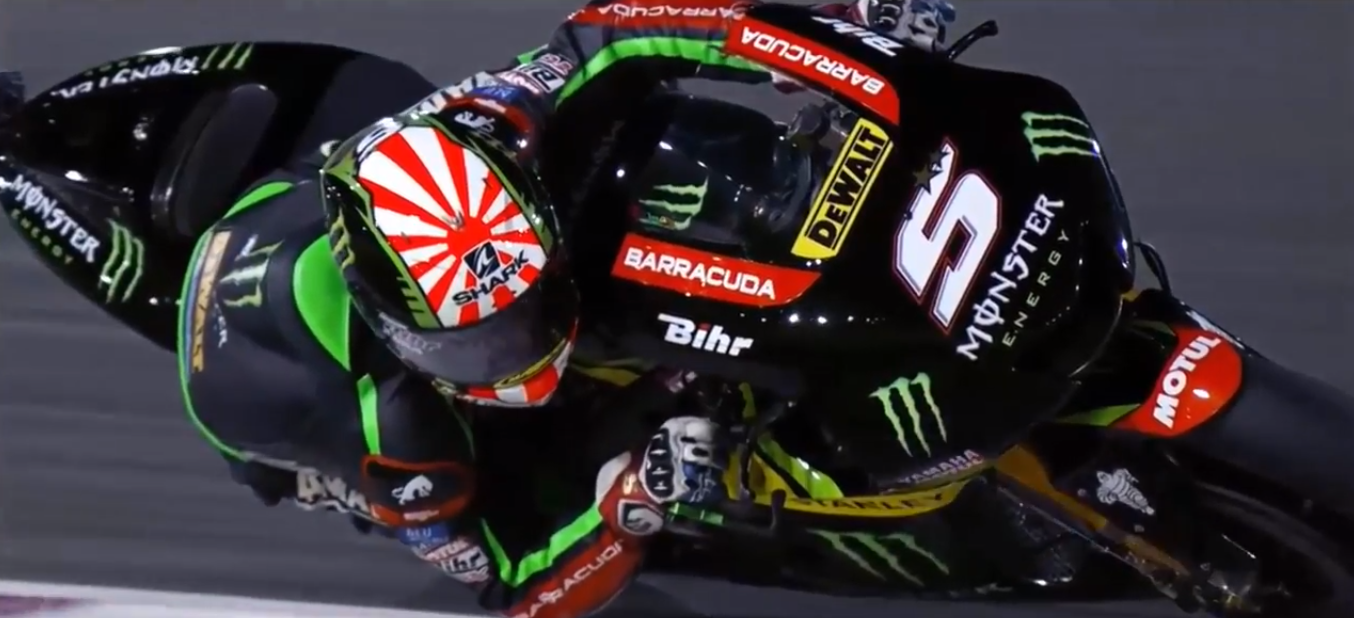
Zarco en el Gran Premio de Catar 2017

En 2014 pasa al equipo AirAsia Caterham, conduciendo una Caterham Suter; su compañero de equipo fue Josh Herrin. Obtuvo cuatro terceros lugares (Cataluña, San Marino, Aragón y Valencia) y una pole position en Gran Bretaña y terminó la temporada en sexto lugar con 146 puntos.

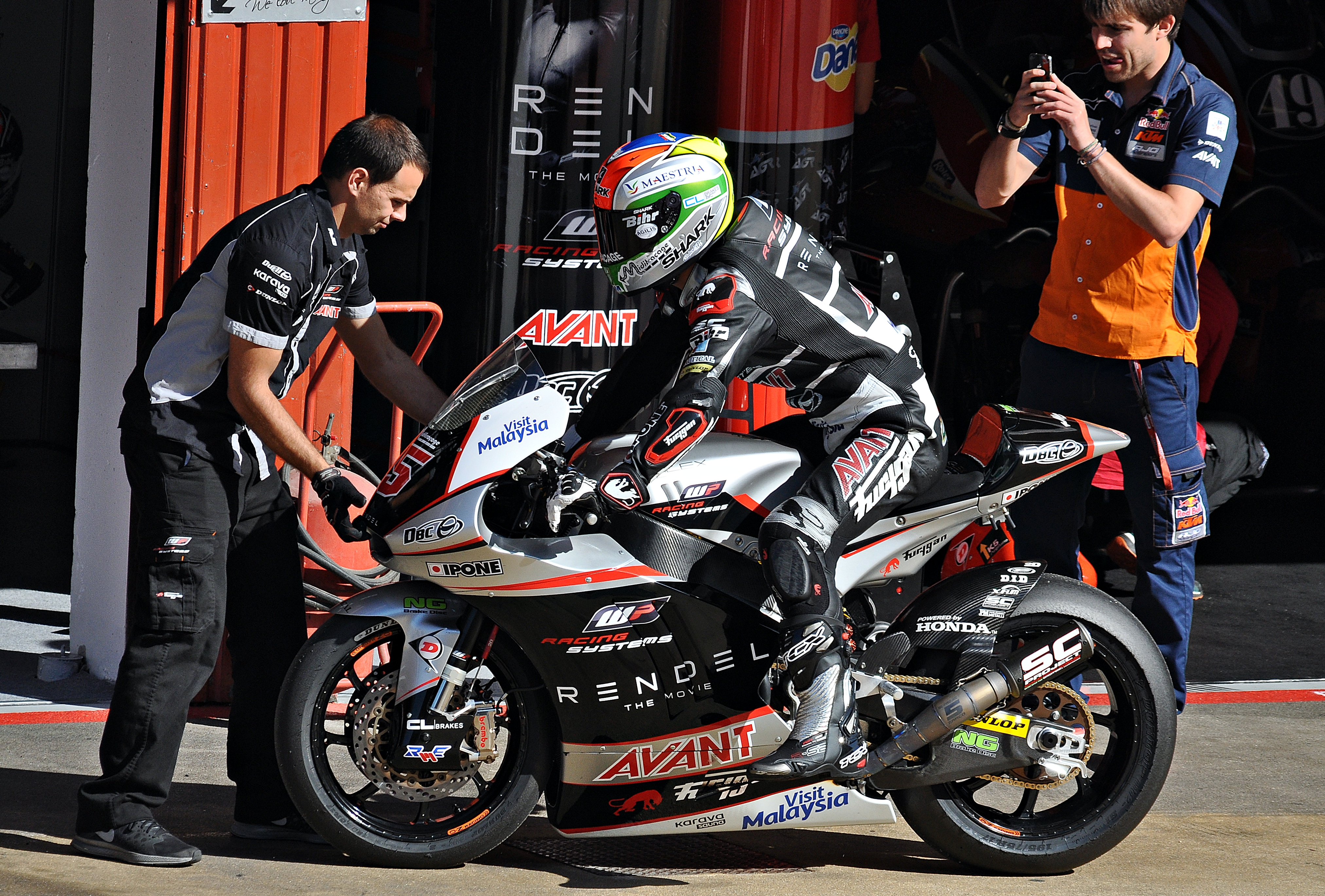
Zarco en el Gran Premio de Cataluña 2015

En 2015 pasa al equipo Ajo Motorsport, conduciendo una Kalex Moto2 2014. Obtiene ocho victorias (Argentina, Cataluña, Países Bajos, República Checa, Gran Bretaña, San Marino, Japón y Malasia), cinco segundos puestos (Gran Premio de las Américas, España, Italia, Alemania e Indianápolis) y siete poles (Argentina, Cataluña, Países Bajos, Alemania, República Checa, San Marino y Japón). En la víspera del Gran Premio de Japón, debido a la lesión de Tito Rabat, matemáticamente se coronó Campeón del Mundo de Moto2 a falta de 3 carreras para la finalización del campeonato.
La temporada 2016 comenzó con un claro objetivo para Johann Zarco: defender su título y convertirse en el primer bicampeón del Mundo de Moto2 desde el inicio del campeonato en 2010. El comienzo del año fue difícil, con una sola victoria (en Argentina) y un podio (en Austin) en las primeras cinco carreras, incluida una caída en su GP de casa en Francia. La reacción llegó en Mugello, donde comenzaría una serie de cuatro victorias -Italia, Cataluña, Alemania y Austria- y otro podio en Assen, para tomar el liderazgo del campeonato. A partir de ese momento no abandonaría la primera posición. Su sueño se hizo realidad durante la gira asiática, en las que consiguió un podio en Japón, cuatro puntos en Australia y la victoria en Malasia. El piloto del Ajo Motorsport fue proclamado Campeón del Mundo de Moto2 por segunda vez con la estructura finlandesa, convirtiéndose también en el primer piloto en conseguir más de un campeonato del mundo en moto2. En su última carrera en la categoría en Valencia demostró las cualidades que lo convirtieron en bicampeón del mundo al lograr la pole position logrando un nuevo récord de pole y en carrera consiguiendo la victoria después de una gran batalla frente al italiano Franco Morbidelli.

### Campeonato del Mundo de MotoGP
El 14 de julio de 2016, Johann Zarco firmó un contrato con el equipo Monster Yamaha Tech3 para correr en MotoGP en 2017. En el primer gran premio de la temporada en Catar, hizo un excelente comienzo y lideró la carrera durante seis vueltas antes de caerse. Continuó su buen momento en los siguientes dos grandes premios, terminando 5.º en Argentina y en las Américas, donde luchó por el podio con Valentino Rossi, antes de ser batido por el italiano y ser superado por Cal Crutchlow en las últimas vueltas de la carrera. Volvió a luchar por el podio en el Gran Premio de España en Jerez de la Frontera, donde llegó a rodar segundo detrás de Marc Márquez pero luego fue superado por Dani Pedrosa y Jorge Lorenzo, terminando la carrera en el cuarto puesto.
En la víspera del Gran Premio de Francia, el Monster Yamaha Tech3 anuncio la renovación de Johann Zarco por una temporada más corriendo con ellos hasta diciembre de 2018. En el Gran Premio de Francia en Le Mans, el 21 de mayo de 2017, después de unas cuantas vueltas, terminó segundo en el podio tras una caída de Valentino Rossi, dos vueltas antes de la meta. El 24 de junio de 2017, en el Gran Premio de Países Bajos en Assen, consiguió su primera pole position en la categoría reina superando a Marc Márquez y a Danilo Petrucci. El 14 de octubre de 2017, en el Gran Premio de Japón celebrado en el Twin Ring Motegi, consiguió su segunda pole position en la categoría reina superando nuevamente a Danilo Petrucci y a Marc Márquez. Consiguió subir al podio en las dos últimas carreras de la temporada, el 29 de octubre de 2017 en el Gran Premio de Malasia, Zarco logró mantenerse con el duó de pilotos punteros hasta la mitad de la carrera hasta que no pudo seguir su ritmo, pero aun así le ventaja obtenida le permitió terminar la carrera en la tercera posición. En la última carrera de la temporada en Valencia lideró la carrera durante gran parte de la carrera estado muy cerca de su primera victoria pero fue superado en la última vuelta por Dani Pedrosa, terminando la carrera en segunda posición. Terminó su primera temporada en MotoGP en la sexta posición, obteniendo los trofeos de novato del año y mejor piloto independiente.
Zarco comenzó la temporada 2018 consiguiendo la pole en la primera carrera de la temporada en Catar y el podio en la segunda carrera de la temporada en Argentina, en la prueba sudamericana luchó por la victoria con Jack Miller, Álex Rins y Cal Crutchlow, terminando la carrera segundo detrás de Crutchlow. Consiguió su segundo podio de la temporada en la cuarta fecha en España, clasificó para la carrera tercero y en la carrera estaba en la quinta posición cuando se produjo el accidente que derivo en los abandonos de Jorge Lorenzo, Andrea Dovizioso y Dani Pedrosa que le permitierón terminar en la segunda posición. El 19 de mayo de 2018, Zarco consiguió la pole position en su gran premio de casa en Francia convirtiéndose en el segundo francés en conseguirlo detrás de Christian Sarron quien las consiguió en las ediciones de 1987 y 1988. Consiguió su último podio de la temporada en la penúltima fecha en Malasia en donde terminó tercero detrás de Álex Rins y Marc Márquez. Terminó la temporada nuevamente en la sexta posición obteniendo el trofeo al mejor piloto independiente por segunda temporada consecutiva.

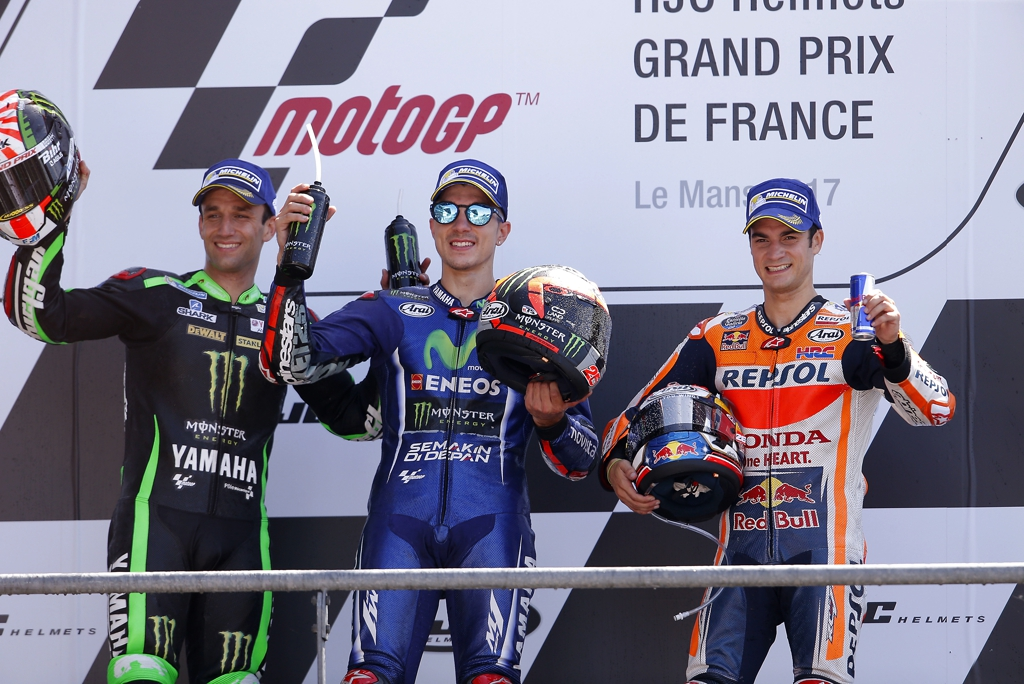
Zarco (izq.) en el podio del Gran Premio de Francia 2017

Para la temporada 2019 firmó un contrato de dos años con el Red Bull KTM Factory Racing; como compañero de equipo de Pol Espargaró. Tras una primera parte de la temporada por debajo de las expectativas, Zarco declaró el 12 de agosto su intención de romper el contrato con la casa austriaca al final de temporada, comprometiéndose no obstante a completar la temporada 2019. Sin embargo, en vísperas del Gran Premio de Aragón, KTM bajo a Zarco de la moto, reemplazándolo por el piloto de pruebas Mika Kallio. Fue contratado desde el Gran Premio de Australia hasta el final del campeonato por el LCR Honda Idemitsu en sustitución del japonés Takaaki Nakagami, tras la decisión de este último de someterse a una intervención quirúrgica tras el Gran Premio de Japón para solucionar una lesión en el hombro occurrida meses atrás.

## Resultados

### Red Bull MotoGP Rookies Cup
| Temp. | 1     | 2     | 3     | 4      | 5     | 6     | 7     | Pos. | Pts. |
| ----- | ----- | ----- | ----- | ------ | ----- | ----- | ----- | ---- | ---- |
| 2007  | ESP 3 | ITA 1 | GBR 2 | NED 13 | GER 2 | CZE 1 | VAL 1 | 1.º  | 134  |

### 8 Horas de Suzuka
| Año  | Equipo                     | Copilotos                     | Motocicleta          | Inicio | Final | Vueltas | Tiempo      |
| ---- | -------------------------- | ----------------------------- | -------------------- | ------ | ----- | ------- | ----------- |
| 2024 | Equipo HRC with Japan Post | Takumi Takahashi Teppei Nagoe | Honda CBR1000RR-R SP | 3.º    | 1.º   | 220     | 8:01:29.693 |

### Campeonato del Mundo de Motociclismo
Sistema de puntuación de 1993 hasta 2022:
| Posición | 1.º | 2.º | 3.º | 4.º | 5.º | 6.º | 7.º | 8.º | 9.º | 10.º | 11.º | 12.º | 13.º | 14.º | 15.º |
| Puntos   | 25  | 20  | 16  | 13  | 11  | 10  | 9   | 8   | 7   | 6    | 5    | 4    | 3    | 2    | 1    |

Sistema de puntuación desde 2023 en adelante:
| Posición       | 1.º | 2.º | 3.º | 4.º | 5.º | 6.º | 7.º | 8.º | 9.º | 10.º | 11.º | 12.º | 13.º | 14.º | 15.º |
| Puntos         | 25  | 20  | 16  | 13  | 11  | 10  | 9   | 8   | 7   | 6    | 5    | 4    | 3    | 2    | 1    |
| Carrera sprint | 12  | 9   | 7   | 6   | 5   | 4   | 3   | 2   | 1   |      |      |      |      |      |      |

#### Por categoría
| Cat.   | Temporada     | 1.er Gran Premio | 1.er Podio    | 1.ª Victoria   | Carreras | Victorias | Podios | Poles | V.Ráp. | Pts    | CM |
| ------ | ------------- | ---------------- | ------------- | -------------- | -------- | --------- | ------ | ----- | ------ | ------ | -- |
| 125 cc | 2009–2011     | Catar 2009       | España 2011   | Japón 2011     | 50       | 1         | 11     | 4     | 5      | 371.5  | -  |
| Moto2  | 2012–2016     | Catar 2012       | Italia 2013   | Argentina 2015 | 88       | 15        | 30     | 15    | 7      | 1010   | 2  |
| MotoGP | 2017-presente | Catar 2017       | Francia 2017  | Australia 2023 | 150      | 2         | 22     | 8     | 11     | 1126   | -  |
| Total  | 2009–Presente | 2009–Presente    | 2009–Presente | 2009–Presente  | 287      | 18        | 63     | 27    | 23     | 2482.5 | 2  |

#### Por temporada
| Temp. | Cat.   | Moto           | Equipo                      | Carreras | Victorias | Podios | Poles | V.Ráp. | Pts    | Pos. |
| ----- | ------ | -------------- | --------------------------- | -------- | --------- | ------ | ----- | ------ | ------ | ---- |
| 2009  | 125cc  | Aprilia        | WTR San Marino Team         | 16       | 0         | 0      | 0     | 0      | 32.5   | 20.º |
| 2010  | 125cc  | Aprilia        | WTR San Marino Team         | 17       | 0         | 0      | 0     | 1      | 77     | 11.º |
| 2011  | 125cc  | Derbi          | Avant-AirAsia-Ajo           | 17       | 1         | 11     | 4     | 4      | 262    | 2.º  |
| 2012  | Moto2  | Motobi         | JiR Moto2                   | 17       | 0         | 0      | 0     | 0      | 95     | 10.º |
| 2013  | Moto2  | Suter          | Came Iodaracing Project     | 17       | 0         | 2      | 0     | 2      | 141    | 9.º  |
| 2014  | Moto2  | Caterham Suter | AirAsia Caterham            | 18       | 0         | 4      | 1     | 0      | 146    | 6.º  |
| 2015  | Moto2  | Kalex          | Ajo Motorsport              | 18       | 8         | 14     | 7     | 1      | 352    | 1.º  |
| 2016  | Moto2  | Kalex          | Ajo Motorsport              | 18       | 7         | 10     | 7     | 4      | 276    | 1.º  |
| 2017  | MotoGP | Yamaha         | Monster Yamaha Tech 3       | 18       | 0         | 3      | 2     | 4      | 174    | 6.º  |
| 2018  | MotoGP | Yamaha         | Monster Yamaha Tech 3       | 18       | 0         | 3      | 2     | 0      | 158    | 6.º  |
| 2019  | MotoGP | KTM            | Red Bull KTM Factory Racing | 13       | 0         | 0      | 0     | 0      | 30     | 18.º |
| 2019  | MotoGP | Honda          | LCR Honda Idemitsu          | 3        | 0         | 0      | 0     | 0      | 30     | 18.º |
| 2020  | MotoGP | Ducati         | Esponsorama Racing          | 14       | 0         | 1      | 1     | 1      | 77     | 13.º |
| 2021  | MotoGP | Ducati         | Pramac Racing               | 18       | 0         | 4      | 1     | 2      | 173    | 5.º  |
| 2022  | MotoGP | Ducati         | Prima Pramac Racing         | 20       | 0         | 4      | 2     | 2      | 166    | 8.º  |
| 2023  | MotoGP | Ducati         | Prima Pramac Racing         | 20       | 1         | 6      | 0     | 2      | 231    | 5.º  |
| 2024  | MotoGP | Honda          | LCR Honda Castrol           | 20       | 0         | 0      | 0     | 0      | 55     | 17.º |
| 2025  | MotoGP | Honda          | LCR Honda Castrol           |          |           |        |       |        | *      | *    |
| Total | Total  | Total          | Total                       | 282      | 17        | 62     | 27    | 23     | 2445.5 |      |

- *  Temporada en curso.

#### Carreras por año
| Año  | Cat.   | Moto           | 1        | 2         | 3        | 4         | 5         | 6         | 7        | 8         | 9        | 10        | 11       | 12        | 13       | 14       | 15        | 16       | 17        | 18      | 19        | 20       | 21  | 22  | Pos. | Pts. |
| ---- | ------ | -------------- | -------- | --------- | -------- | --------- | --------- | --------- | -------- | --------- | -------- | --------- | -------- | --------- | -------- | -------- | --------- | -------- | --------- | ------- | --------- | -------- | --- | --- | ---- | ---- |
| 2009 | 125cc  | Aprilia        | QAT 15   | JPN Ret   | SPA 13   | FRA Ret   | ITA 6     | CAT 13    | NED 21   | GER 23    | GBR 13   | CZE 11    | IND 23   | RSM 16    | POR 9    | AUS 16   | MAL Ret   | VAL 15   |           |         |           |          |     |     | 20.º | 32.5 |
| 2010 | 125cc  | Aprilia        | QAT 12   | SPA 7     | FRA 11   | ITA 9     | GBR 8     | NED 12    | CAT 8    | GER 6     | CZE 19   | IND 13    | RSM 12   | ARA 12    | JPN 10   | MAL 11   | AUS Ret   | POR Ret  | VAL Ret   |         |           |          |     |     | 11.º | 77   |
| 2011 | 125cc  | Derbi          | QAT 6    | SPA 3     | POR 3    | FRA 5     | CAT 6     | GBR 2     | NED 5    | ITA 2     | GER 2    | CZE 2     | IND 5    | RSM 2     | ARA 2    | JPN 1    | AUS 3     | MAL 3    | VAL Ret   |         |           |          |     |     | 2.º  | 262  |
| 2012 | Moto2  | Motobi         | QAT 12   | SPA 10    | POR 4    | FRA Ret   | CAT 11    | GBR Ret   | NED 8    | GER 11    | ITA 10   | IND 12    | CZE 7    | RSM 10    | ARA 6    | JPN 8    | MAL Ret   | AUS 5    | VAL Ret   |         |           |          |     |     | 10.º | 95   |
| 2013 | Moto2  | Suter          | QAT 12   | AME 6     | SPA 12   | FRA 5     | ITA 3     | CAT 7     | NED 6    | GER 11    | IND 8    | CZE 5     | GBR 7    | RSM 7     | ARA 7    | MAL 6    | AUS Ret   | JPN Ret  | VAL 3     |         |           |          |     |     | 9.º  | 141  |
| 2014 | Moto2  | Caterham Suter | QAT 23   | AME Ret   | ARG 18   | SPA 8     | FRA Ret   | ITA 7     | CAT 3    | NED 4     | GER Ret  | IND 10    | CZE 9    | GBR 4     | RSM 3    | ARA 3    | JPN 4     | AUS Ret  | MAL 4     | VAL 3   |           |          |     |     | 6.º  | 146  |
| 2015 | Moto2  | Kalex          | QAT 8    | AME 2     | ARG 1    | SPA 2     | FRA 3     | ITA 2     | CAT 1    | NED 1     | GER 2    | IND 2     | CZE 1    | GBR 1     | RSM 1    | ARA 6    | JPN 1     | AUS 7    | MAL 1     | VAL 7   |           |          |     |     | 1.º  | 352  |
| 2016 | Moto2  | Kalex          | QAT 12   | ARG 1     | AME 3    | SPA 5     | FRA 24    | ITA 1     | CAT 1    | NED 2     | GER 1    | AUT 1     | CZE 11   | GBR 22    | RSM 4    | ARA 8    | JPN 2     | AUS 12   | MAL 1     | VAL 1   |           |          |     |     | 1.º  | 276  |
| 2017 | MotoGP | Yamaha         | QAT Ret  | ARG 5     | AME 5    | SPA 4     | FRA 2     | ITA 7     | CAT 5    | NED 14    | GER 9    | CZE 12    | AUT 5    | GBR 6     | RSM 15   | ARA 9    | JPN 8     | AUS 4    | MAL 3     | VAL 2   |           |          |     |     | 6.º  | 174  |
| 2018 | MotoGP | Yamaha         | QAT 8    | ARG 2     | AME 6    | SPA 2     | FRA Ret   | ITA 10    | CAT 7    | NED 8     | GER 9    | CZE 7     | AUT 9    | GBR C     | RSM 10   | ARA 14   | THA 5     | JPN 6    | AUS Ret   | MAL 3   | VAL 7     |          |     |     | 6.º  | 158  |
| 2019 | MotoGP | KTM            | QAT 15   | ARG 15    | AME 13   | SPA 14    | FRA 13    | ITA 17    | CAT 10   | NED Ret   | GER Ret  | CZE 14    | AUT 12   | GBR Ret   | RSM 11   | ARA      | THA       | JPN      | AUS 13    | MAL Ret | VAL Ret   |          |     |     | 18.º | 30   |
| 2020 | MotoGP | Ducati         | QAT C    | SPA 11    | AND 9    | CZE 3     | AUT Ret   | EST 14    | RSM 15   | ERM 11    | CAT Ret  | FRA 5     | ARA 10   | TER 5     | EUR 9    | VAL Ret  | POR 10    |          |           |         |           |          |     |     | 13.º | 77   |
| 2021 | MotoGP | Ducati         | QAT 2    | DOH 2     | POR Ret  | SPA 8     | FRA 2     | ITA 4     | CAT 2    | GER 8     | NED 4    | EST 6     | AUT Ret  | GBR 11    | ARA 17   | RSM 12   | AME Ret   | ERM 5    | ALG 5     | VAL 6   |           |          |     |     | 5.º  | 173  |
| 2022 | MotoGP | Ducati         | QAT 8    | INA 3     | ARG Ret  | AME 9     | POR 2     | SPA Ret   | FRA 5    | ITA 4     | CAT 3    | GER 2     | NED 13   | GBR Ret   | AUT 5    | RSM Ret  | ARA 8     | JPN 11   | THA 4     | AUS 8   | MAL 9     | VAL Ret  |     |     | 8.º  | 166  |
| 2023 | MotoGP | Ducati         | POR 48   | ARG 213   | AME 711  | SPA Ret8  | FRA 36    | ITA 34    | GER 35   | NED Ret13 | GBR 94   | AUT 13Ret | CAT 47   | RSM 714   | IND 6Ret | JPN Ret5 | INA Ret12 | AUS 1C   | THA 79    | MAL 128 | QAT 1210  | VAL 29   |     |     | 5.º  | 231  |
| 2024 | MotoGP | Honda          | QAT 1216 | POR 15Ret | AME Ret  | SPA Ret11 | FRA 1213  | CAT 16Ret | ITA 1915 | NED 1116  | GER 1617 | GBR 14    | AUT 2115 | ARA 14Ret | RSM 1213 | ERM 1516 | INA 98    | JPN 1114 | AUS 12Ret | THA 812 | MAL 11Ret | SLD 1411 |     |     | 17.º | 55   |
| 2025 | MotoGP | Honda          | THA 710  | ARG 64    | AME 1716 | QAT 4Ret  | SPA 11Ret | FRA 16    | GBR 25   | ARA Ret16 | ITA Ret  | NED 1211  | GER Ret7 | CZE 138   | AUT 129  | HUN      | CAT       | RSM      | JPN       | INA     | AUS       | MAL      | POR | VAL | 9.º  | 114  |

| Color     | Resultado                                                               |
| --------- | ----------------------------------------------------------------------- |
| Oro       | Ganador                                                                 |
| Plata     | 2.ª plaza                                                               |
| Bronce    | 3.ª plaza                                                               |
| Verde     | Finalizó en los puntos                                                  |
| Azul      | Finalizó sin puntos                                                     |
| Azul      | NC - No clasificado                                                     |
| Violeta   | Ret - No terminó (Carrera)                                              |
| Rojo      | DNQ - No se clasificó                                                   |
| Negro     | DSQ - Descalificado                                                     |
| Blanco    | DNS - No empezó (carrera)                                               |
| Blanco    | WD - Retirado (fin de semana)                                           |
| Blanco    | C - Carrera cancelada                                                   |
| Sin color | DNP - Inscrito pero no participó                                        |
| Sin color | INJ - Lesionado                                                         |
| Sin color | EX - Excluido                                                           |
| Estado    | Resultado                                                               |
| Negrita   | Pole position                                                           |
| Cursiva   | Vuelta rápida                                                           |
| x         | Posición en carrera sprint                                              |
| †         | Abandona, pero clasifica al completar el porcentaje requerido para ello |

## Títulos
| Predecesor: Esteve Rabat | Campeón Mundial de Moto2 2015 - 2016           | Sucesor: Franco Morbidelli |
| Predecesor: Nadie        | Campeón de la Red Bull MotoGP Rookies Cup 2007 | Sucesor: J. D. Beach       |